# Lygodactylus montanus
Lygodactylus montanus är en ödleart som beskrevs av  Pasteur 1965. Lygodactylus montanus ingår i släktet Lygodactylus och familjen geckoödlor. IUCN kategoriserar arten globalt som livskraftig. Inga underarter finns listade i Catalogue of Life.